# جیمز دول
جیمز دول (انگلیسی: James Dole) (زاده ۱۸۷۷ - درگذشته ۱۹۵۸) کارآفرین، بازرگان و مدیر ارشد اجرایی آمریکایی بود، که در سال ۱۸۵۱ شرکت شرکت غذایی دل را تأسیس نمود.